# Zeta Crucis
Zeta Crucis (ζ Cru, ζ Crucis) é uma estrela na constelação de Crux. Com uma magnitude aparente de 4,05, é visível a olho nu em locais sem muita poluição luminosa. Medições de paralaxe indicam que está a aproximadamente 353 anos-luz (108 parsecs) da Terra.
Zeta Crucis é uma estrela de classe B da sequência principal com um tipo espectral de B2.5 V e temperatura efetiva de 21 900 K, o que significa que tem coloração azul-branca. É uma estrela massiva, com uma massa equivalente a 6,4 vezes a massa solar. Seu raio é de 3,1 raios solares e sua luminosidade é 1 950 vezes maior que a solar. Possui uma velocidade de rotação projetada de 65 km/s, considerada baixa para uma estrela dessa classe, e uma idade estimada em apenas 20 milhões de anos.
Zeta Crucis pertence ao subgrupo Centaurus-Crux Inferior da associação Scorpius-Centaurus, a associação OB mais próxima do Sistema Solar. Não possui estrelas companheiras conhecidas. Uma estrela de magnitude aparente 12 localizada a 34 segundos de arco está apenas na mesma linha de visão, sendo uma companheira óptica.